# خافيير باراغويز
خافيير باراغويز (بالإسبانية: Javier Parraguez) هو لاعب كرة قدم تشيلي في مركز مهاجم ‏، ولد في 31 ديسمبر 1989 في سانتياغو في تشيلي. لعب مع ديبورتيس ماجالانز.

## وصلات خارجية
- خافيير باراغويز على موقع قاعدة بيانات كرة القدم.إي يو (الإنجليزية)
- خافيير باراغويز على موقع Soccerway.com (الإنجليزية)
- خافيير باراغويز على موقع AS.com (الإسبانية)